# Viśa Īrasangä
Viśa Īrasangä (en jotanés, Viśa Īrasangä; en chino tradicional, 尉遲乙僧; en chino simplificado, 尉迟乙僧; pinyin, Yùchí Yǐsēng; Wade-Giles, Yü-ch῾ih I-sêng; fl. siglo VII), fue un pintor del reino de Jotán correspondido a la dinastía Tang de China. Él era un noble jotanés, pero a veces es considerado un tocario originado en el norte de Afganistán. Su padre Viśa Baysūna (尉遲跋質那T, Yùchí BázhìnàP) ya era conocido por sus pinturas durante la dinastía Sui, fue conocido por los chinos como «Yuchi el Mayor» (大尉遲), por lo tanto, Īrasangä fue conocido como «Yuchi el Joven» (小尉遲). Sus habilidades artísticas fueron comparadas a menudo con Yan Liben, incluso el bien conocido pintor Wu Daozi estuvo bajo su influencia.
Īrasangä era un virtuoso en las pinturas de estilo budista y en los retratos de carácter exótico para la corte china. Llegó a la corte imperial durante el reinado del emperador Taizong (598 - 649 d. C.) de la dinastía Tang. Trajo consigo un nuevo estilo de pintura de origen iraní y tuvo una profunda influencia en el arte budista chino. Es acreditado como el introductor de la técnica occidental de usar una línea de espesor invariable para esbozar figuras, conocida como la línea de «alambre férreo», en los templos budistas de varias ciudades en China.

## Galería

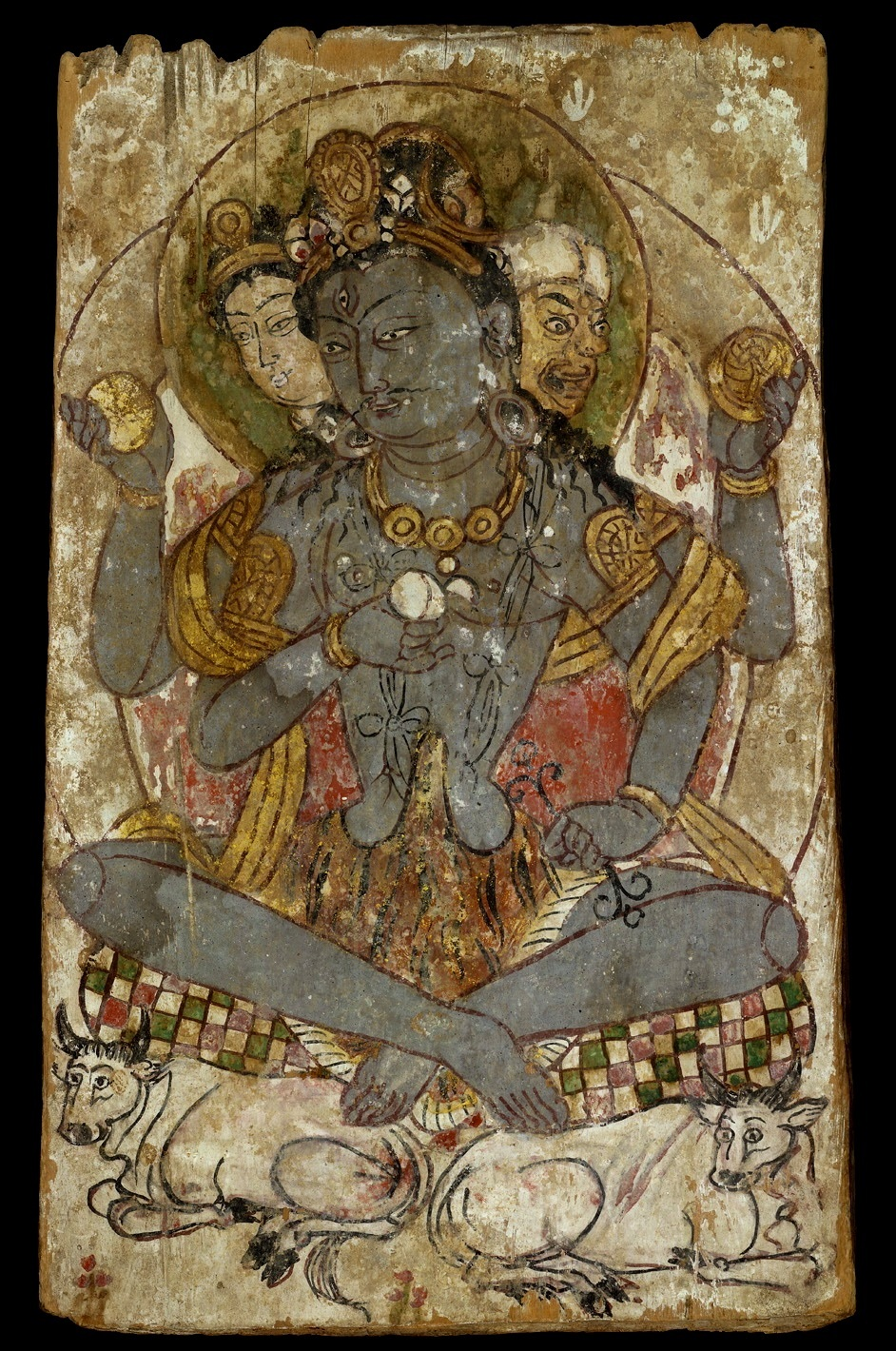
Pintura de una deidad india en el anverso de un panel pintado, representando muy probablemente a Shiva.
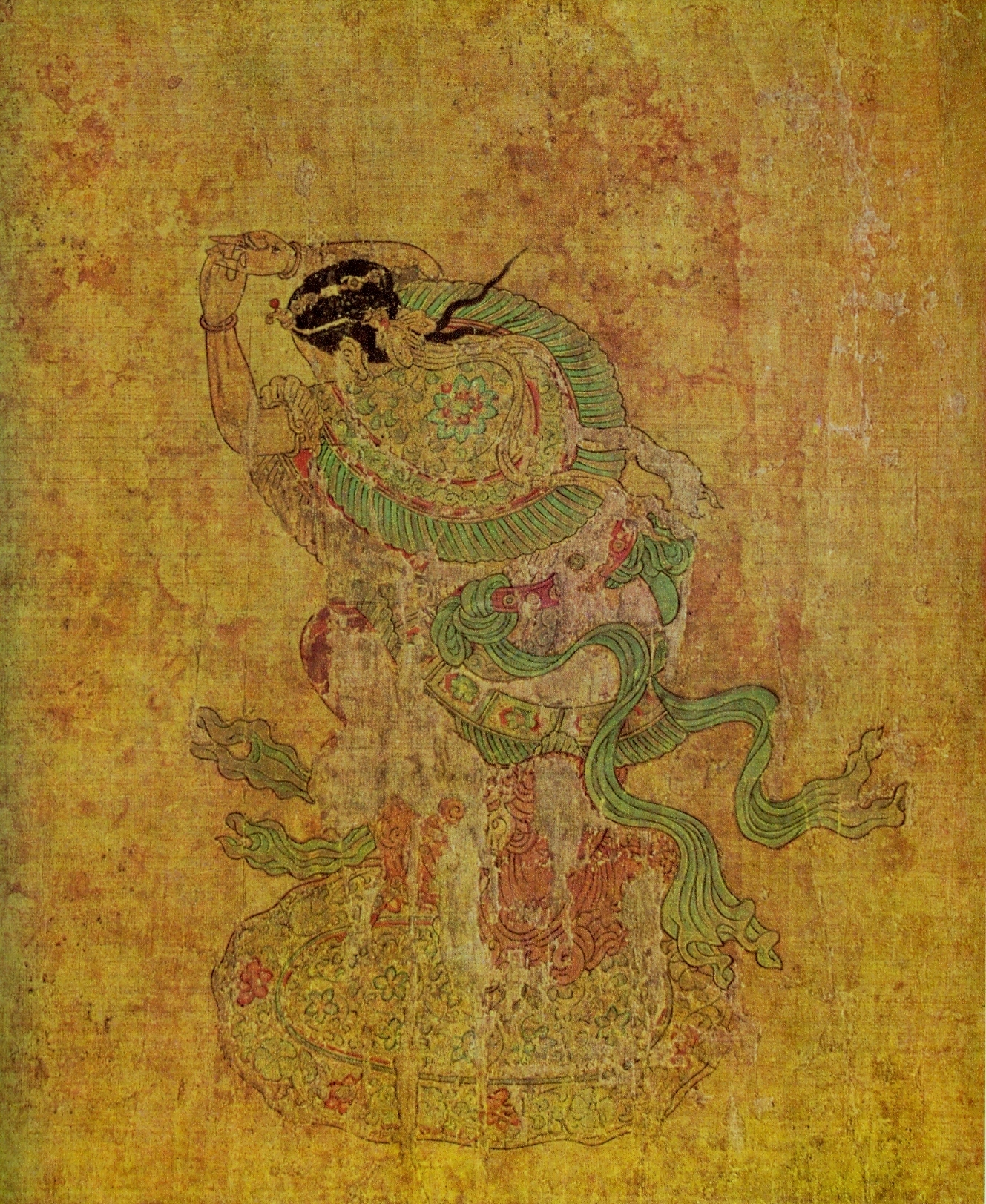
Bailarina, tradicionalmente atribuida a Viśa Īrasangä.
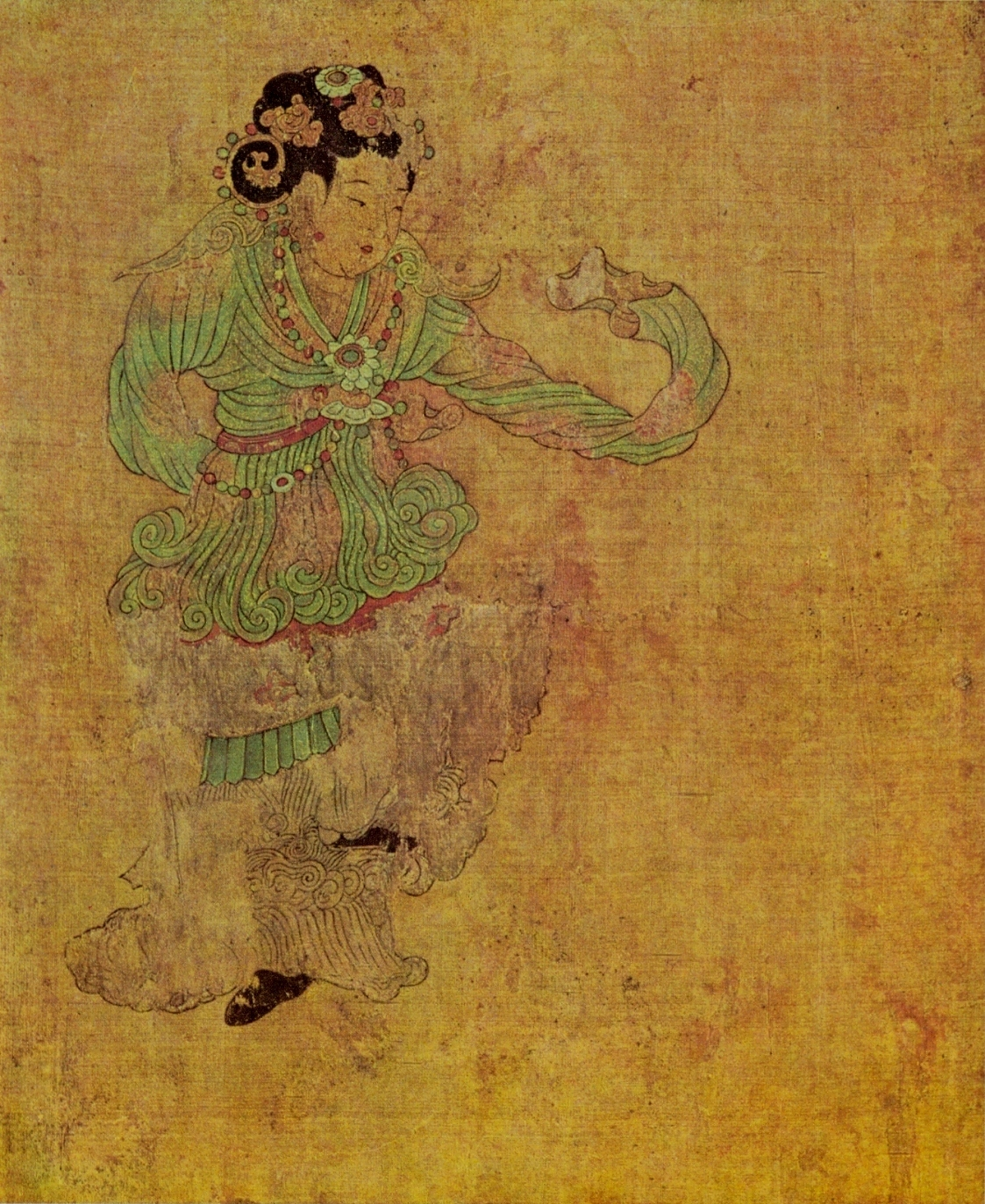
Bailarina, tradicionalmente atribuida a Viśa Īrasangä.
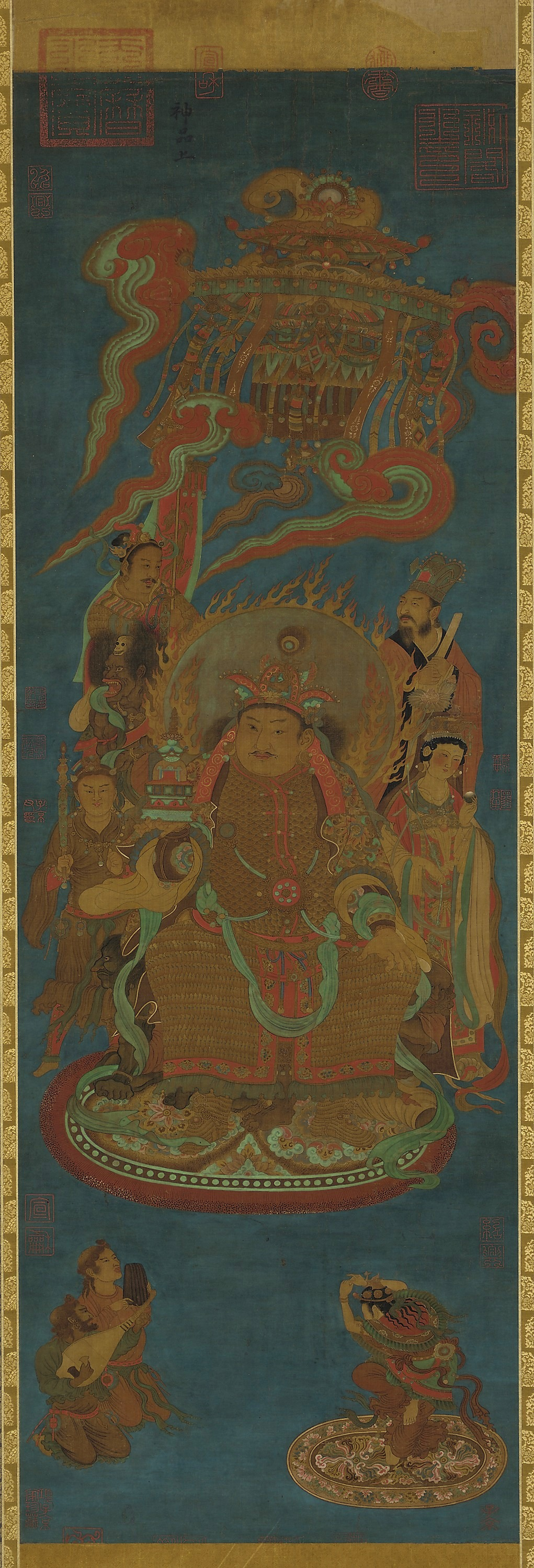
Vaisravana, tradicionalmente atribuida a Viśa Īrasangä.